# Oosterweeltunnel
De Oosterweeltunnel is een tunnel in aanbouw voor autosnelweg- en voor fietsverkeer onder de Schelde ten noordwesten van Antwerpen-stad. Voor autoverkeer is de tunnel het westelijk deel van het BAM-tracé voor de Oosterweelverbinding, ontworpen om de R1, de Ring om Antwerpen, te sluiten ten noorden van Antwerpen. De opening van de tunnel wordt voorzien in 2030.

## Kenmerken
De tunnel wordt gebouwd en beheerd door de naamloze vennootschap van publiek recht Lantis, vroeger gekend als de Beheersmaatschappij Antwerpen Mobiel.
De Oosterweeltunnel verbindt het zogenaamde Oosterweelknooppunt (de huidige kruising van de Oosterweelsteenweg en de Scheldelaan, aan het Noordkasteel) op rechteroever met de linkeroever. Het verkeersknooppunt R1 - E17 - A11/E34 (Knoop Sint-Anna) op de Linkeroever wordt heraangelegd en aangesloten op de nieuwe Oosterweeltunnel. De oorspronkelijke verbinding van de E34 met de Waaslandtunnel via de Charles De Costerlaan werd reeds in het kader van de werken opgeheven. Deze afsluiting vond plaats op 12 mei 2023 . 
Op Linkeroever loopt de tunnel in het Sint-Annabos parallel met de grens van het natuurgebied Blokkersdijk.
Als bouwtechniek is een afgezonken tunnel voorgesteld. De techniek vereiste het rooien van het Sint-Annabos. De zone van het Sint-Annabos wordt gedurende de bouwwerken gebruikt als werfzone. Al tijdens de werken wordt het bos heraangeplant. 
Het ontwerp voorgesteld door het consortium Noriant is samengesteld uit 8 gebogen segmenten van 9,75 m hoog en 39,4 m breed. In de tunnel is voor elke rijrichting een koker voorzien van 13,95 m breed met drie 3,5 m brede rijstroken. De vrije hoogte in deze kokers is 5,1 m. De beide kokers zijn van elkaar gescheiden door een tussenwand van 0,9 m. Aan de buitenrand van elke koker is een vluchtgang voorzien. De vluchtgang aan de westzijde is 3,2 m breed. De vluchtgang aan de oostzijde is 6,0 m breed en is voorzien om ook dienst te doen als fietskoker.

## Werken

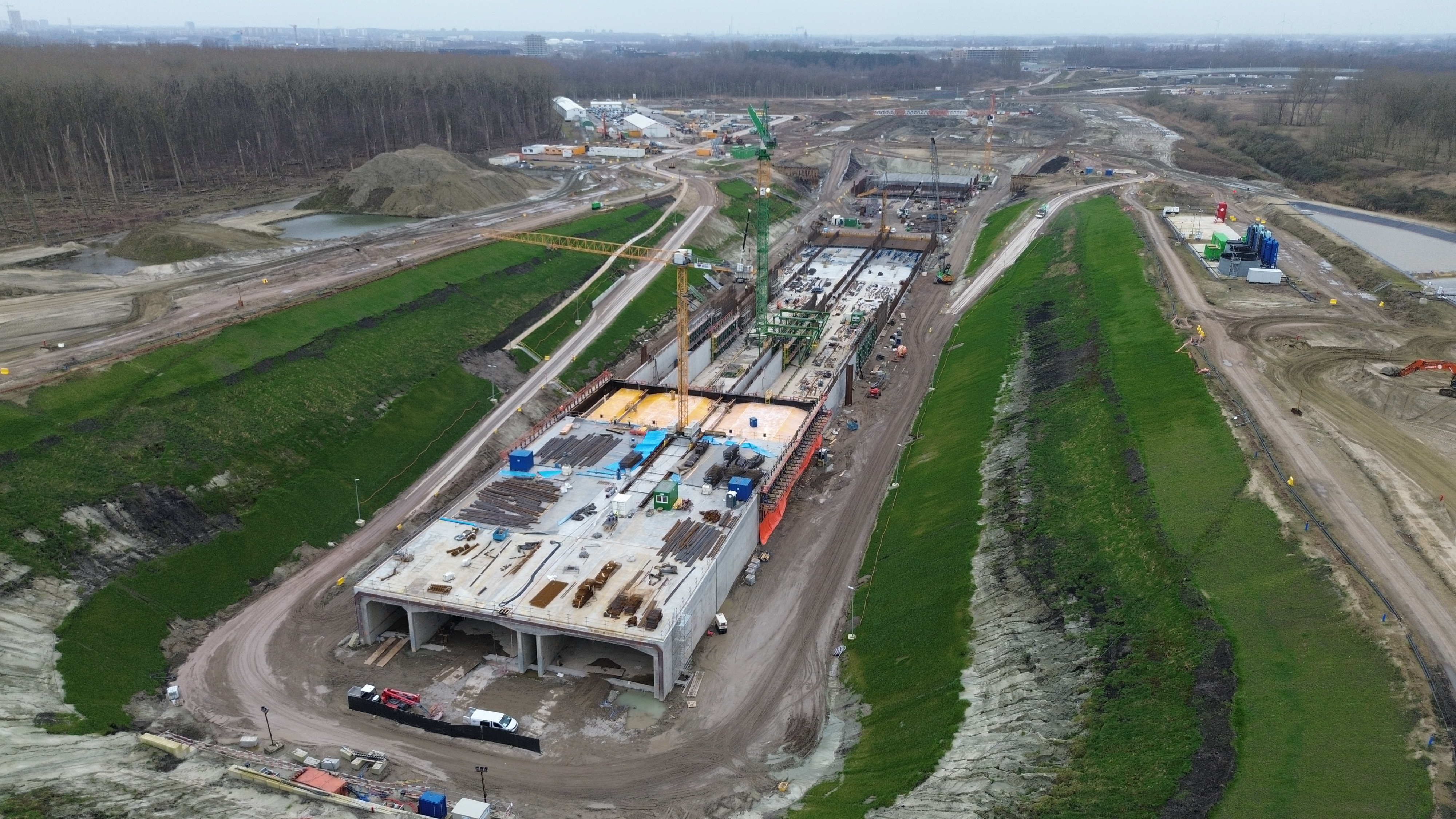
Bouw Scheldetunnel (tunneltoerit linkeroever)

In 2020 wees Lantis de bouw van de Oosterweeltunnel toe aan TM COTU (Tijdelijke Maatschap Combinatie Oosterweeltunnel), een tijdelijke handelsvereniging bestaande uit de bouwgroepen Besix NV, Jan de Nul, DEME en Stadsbader Contractors.De voorbereiding van de werken begon in 2021. De werf heeft 3 bouwlocaties: 
- Antwerpen linkeroever
- Antwerpen rechteroever
- Zeebrugge

Er werd eerst uitgebreid archeologisch onderzoek uitgevoerd voor de graafwerken konden starten. 1 miljoen m³ grond moet worden uitgegraven. In 2021 begon naar aanleiding van de graafwerken voor de tunnel het PFOS-schandaal. Vervuilde grond moet gesaneerd en vervuild grondwater gereinigd worden, hiervoor staat een waterzuiveringsinstallatie op de werf.

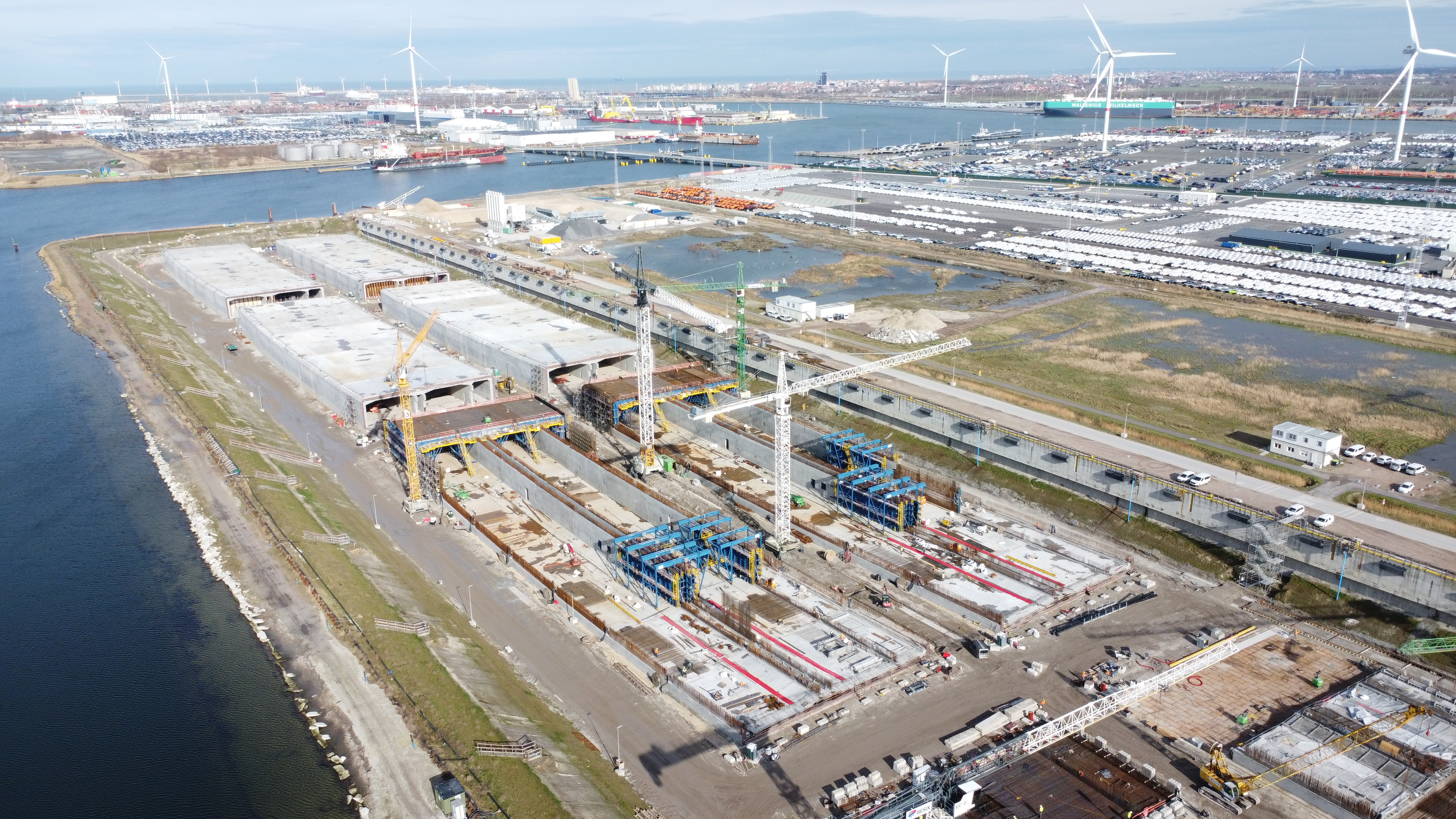
Bouw Scheldetunnel (bouwdok Zeebrugge)

In januari 2023 begon men in Zeebrugge aan de acht betonnen tunnelkokers te bouwen die in 2025 naar Antwerpen overgebracht zullen worden. In augustus 2023 werd op Linkeroever het diepste punt van de grootste uitgegraven bouwkuip bereikt, ook op rechteroever zijn graafwerken bezig. Na het uitgraven kan de bouw van de tunneltoerit starten.
In april 2024 zijn de baggerwerken voor de nieuwe Scheldetunnel gestart. Om ervoor te zorgen dat tijdens het afzinken van de tunnelelementen het scheepvaartverkeer langs de Schelde nog mogelijk bleef, werd de vaargeul ter hoogte van de nieuwe tunnel eerst verbreed voordat men met het baggeren van de sleuf voor de tunnelelementen begonnen is.
Op 30 mei 2025 vertrok het eerste tunnelelement vanuit Zeebrugge om in de late avond van 31 mei in het Doeldok aan te komen.

## Tol
De Oosterweeltunnel wordt een toltunnel. Om de inkomsten van de Oosterweelverbinding veilig te stellen wordt een verbod ingesteld op het gebruik van Kennedytunnel door vrachtverkeer zodra de verbinding operationeel is. Personenwagens betalen dan tol aan de Oosterweeltunnel en rijden gratis door de Kennedytunnel. Zo hoopt de Vlaamse regering het autoverkeer af te remmen. De Vlaamse regering besliste op 22 juli 2005 dat vrachtverkeer maximaal € 15,60 en personenwagens € 2,00 zouden betalen voor het gebruik van de tunnel. Deze tarieven zijn exclusief btw en worden jaarlijks geïndexeerd. 
In het latere MER dat in 2014 verscheen bleek echter dat een vrachtwagenverbod in de Kennedytunnel er enkel voor zorgt dat vrachtverkeer langere afstanden in de Antwerpse regio moet afleggen. Om die reden is de piste verlaten en werd er in 2014 van uitgegaan dat vrachtwagens nog toegelaten zullen worden in de Kennedytunnel maar ook daar tol zullen moeten betalen.